# Oxydia pinctilinea
Oxydia pinctilinea là một loài bướm đêm trong họ Geometridae.